# Vijayachelys silvatica
Vijayachelys silvatica är en sköldpaddsart som beskrevs av Henderson 1912. Vijayachelys silvatica är ensam i släktet Vijayachelys som ingår i familjen Geoemydidae. IUCN kategoriserar arten globalt som starkt hotad. Inga underarter finns listade.

## Utbredning
Sköldpaddsarten är endemisk i sydvästra Indien.

## Habitat
Vijayachelys silvatica är allätare, lever i sötvatten och trivs i barrskog.